# 오이타 아사히 방송
오이타 아사히 방송은 1993년 10월 1일 오이타현의 3번째 민영 방송국으로 개국했다.
약칭은 OAB, 콜사인은 JOBX-DTV이다.

## 연혁
- 1992년 5월 25일 설립.
- 1993년 10월 1일 개국.
- 2006년 7월 3일 지상파 디지털 텔레비전 방송 시험 전파 송신 개시.
- 2006년 11월 1일 지상파 디지털 텔레비전 방송 아날로그 동시 방송 개시.
- 2006년 12월 1일 지상파 디지털 텔레비전 방송 개시.
- 2011년 7월 25일 지상파 아날로그 텔레비전 방송 완전 종료.

## 특징
- 콜사인 JOBX-TV는 지금은 아사히 방송에 흡수합병된 긴키광역권 최초의 텔레비전 방송국인 오사카 텔레비전 방송의 콜사인이었다.
- 아날로그 중계국 숫자가 24곳으로 오이타 현의 다른 텔레비전 방송국보다 매우 적어[1] 난지청 지역이 많았으며 디지털로 완전히 전환한 지금도 다른 방송국보다 적을뿐더러 다른 방송국만큼 중계국 수를 늘릴 계획도 없다.

## 오이타현에 있는 다른 텔레비전·라디오 방송국
- NHK 오이타 방송국
- 오이타 방송(OBS)(TV는 도쿄 방송 계열, 라디오는 JRN&NRN 계열)
- TV 오이타(TOS)(후지 TV·니혼 TV 계열)
- FM오이타(JFN 계열)